# Manoba terminalis
Manoba terminalis är en fjärilsart som beskrevs av Rothschild 1912. Manoba terminalis ingår i släktet Manoba och familjen trågspinnare. Inga underarter finns listade i Catalogue of Life.